# Ouběnice (Bystřice)
Část obce Ouběnice patří k městu Bystřice. Leží asi 4 km na jih od Bystřice a 10 km na jih od Benešova. V katastrálním území Ouběnice u Votic leží i části Jeleneč, Jiřín a Strženec.

## Gramatika
Název Ouběnice je podstatné jméno pomnožné. Správné skloňování je tedy Ouběnice bez Ouběnic.

## Historie
První písemná zmínka o vesnici pochází z roku 1327.
Původní tvar jména vsi zněl „Albinici“, tedy lidé Albínovi, z toho vzniklo „Auběnice“; „au“ se četlo jako „ou“ a později se tomu přizpůsobila i psaná forma.

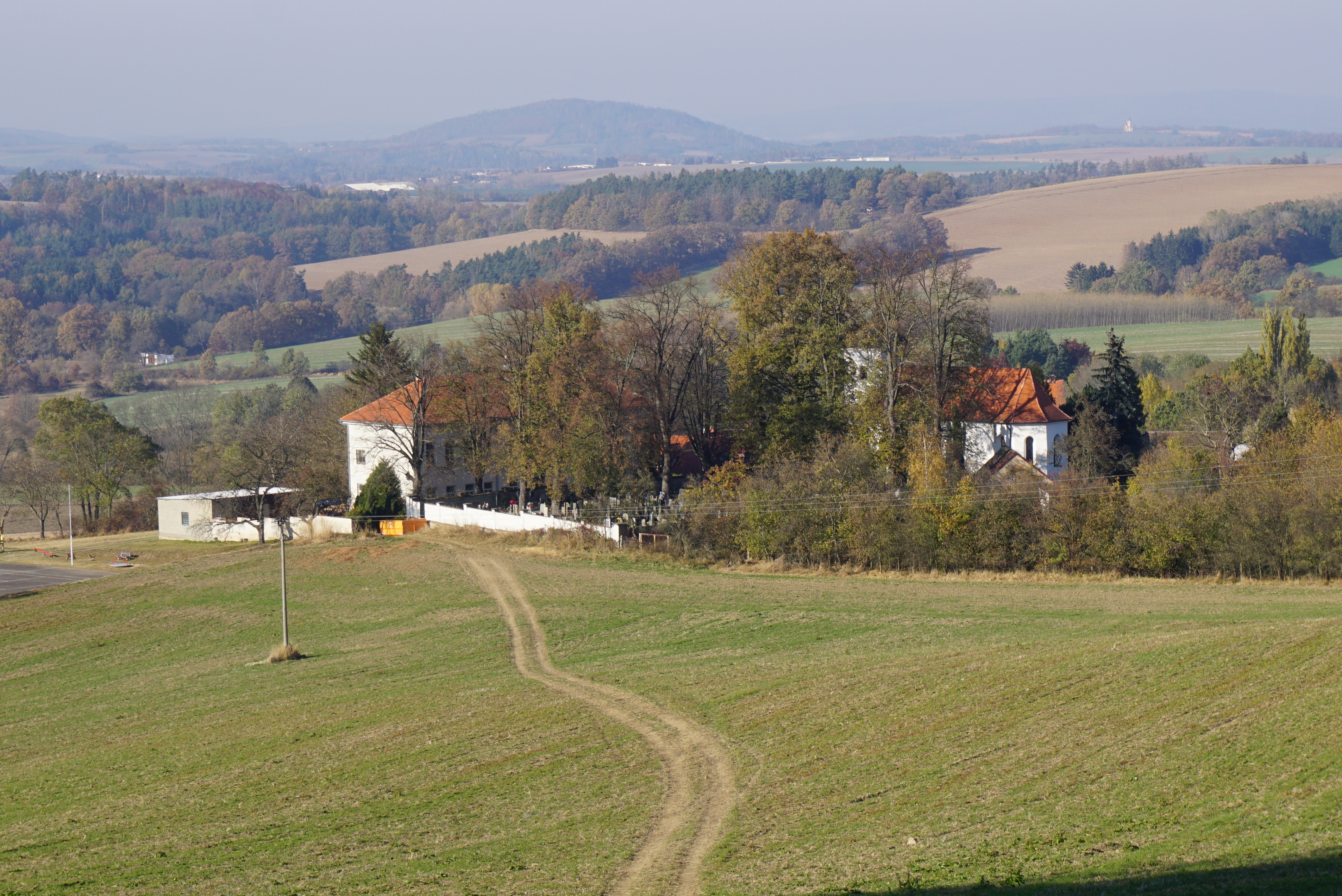
pohled ke kostelu

Ve středověku zde stávala tvrz, zemanské sídlo, která zpustla počátkem 15. století. Ouběnice byly poddanskou vesnicí. Obyvatelé se živili většinou zemědělstvím (sedláci, chalupníci). Ves částečně zpustla po třicetileté válce. Roku 1850 vznikla politická obec Ouběnice a její samospráva. Roku 1893 byl v obci založen první spolek – Dobrovolný hasičský sbor; působili tu také divadelní ochotníci. Roku 1885 vznikla obecní knihovna, 1903 poštovní úřad. Roku 1794 byla ve vsi postavena budova školy (byla přestavěna 1844 a 1871). Jako farář tu v letech 1889 až 1919 působil Bohumil Zahradník-Brodský, později ministerský rada a autor povídek a románů (např. Paní pokladníková, Horská myslivna, Vítězství lásky aj.). Roku 1975 se Ouběnice staly osadou města (tehdy obce) Bystřice.
V roce 2000 poprvé vyšla monografie ouběnického rodáka, profesora Petráně, o dějinách vsi Příběh Ouběnic s podtitulem Mikrohistorie české vesnice. Kniha končí rokem 1918. Po osmi letech vyšlo pokračování Dvacáté století v Ouběnicích s podtitulem Soumrak tradičního venkova. Autor líčí nejen dějiny obce, ale i život obyvatel vesnice.

## Památky
- kostel sv. Markéty – původně románský, přestavěn goticky, barokně a opět v 19. století; zařízení je novogotické; v kostele je hrobka Radeckých z Radče
- socha svatého Josefa z roku 1830 na návsi